# Santa Monica
Santa Monica ist eine Stadt im Westen des Los Angeles County im US-Bundesstaat Kalifornien an der Küste des Pazifiks. Sie befindet sich in der Bucht von Santa Monica, südlich von Pacific Palisades, Malibu und Brentwood, westlich von Westwood und Sawtelle und nördlich von Venice. Im Jahr 2020 hatte die Stadt 93.076 Einwohner (Volkszählung 2020). Die Stadt ist nach Monika von Tagaste benannt, die in der katholischen Kirche als Heilige verehrt wird.

## Geografie
Nordwestlich von Santa Monica liegen die Santa Monica Mountains, eine bis zu 948 Metern ansteigende Bergkette. Außer an der Pazifikküste wird die Stadt von allen Seiten von der Millionenmetropole Los Angeles umschlossen. Sie ist eine principal city der Los Angeles–Long Beach–Anaheim, CA Metropolitan Statistical Area, die Teil der Greater Los Angeles Area ist.

### Verkehr
Man erreicht Santa Monica am besten über den ca. 10 km südlich gelegenen Los Angeles International Airport oder mit der Expo Line der Los Angeles Metro Rail direkt von Downtown Los Angeles.

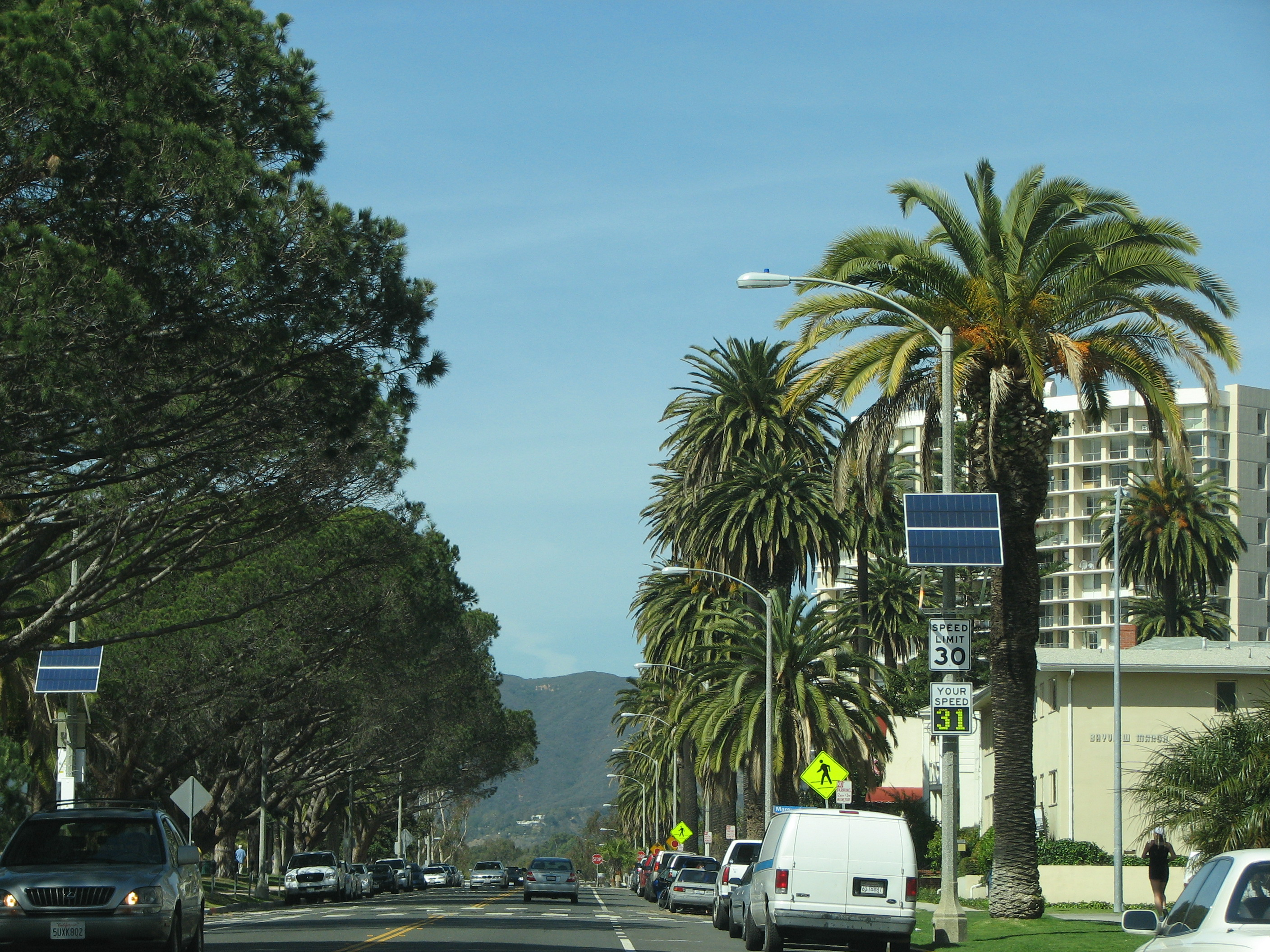
Ocean Avenue in Santa Monica

Die Interstate 10 (westlich von Los Angeles „Santa Monica Freeway“ genannt – östlich „San Bernardino Freeway“) endet in Santa Monica in der Nähe des Piers und geht hier nahtlos in nordöstlicher Richtung in den Pacific Coast Highway (PCH – Highway 1) in Richtung Malibu über. Die Interstate 10 verläuft von Santa Monica aus östlich in Richtung Downtown Los Angeles und kreuzt kurz nach der Stadtgrenze von Santa Monica die Interstate 405 (San Diego Freeway).
Santa Monica verfügt über ein mit mehreren Preisen ausgezeichnetes Busliniennetz; der Big Blue Bus setzt moderne Fahrzeuge ein und verkehrt für südkalifornische Maßstäbe vergleichsweise häufig.
Ferner verfügt Santa Monica über einen Lokalflughafen, den Flughafen Santa Monica für Charterflüge, Privat- und Sportflugzeuge.
Hauptverkehrsadern in Santa Monica sind von der Küste aus gesehen der San Vicente Boulevard, die Montana Avenue, der Wilshire, der Santa Monica und der Ocean Park Boulevard. Parallel zur Küste sind dies der Pacific Coast Highway, die Ocean Avenue/Neilson Way sowie der Lincoln Boulevard (der gleichzeitig in südöstlicher Richtung auch der Pacific Coast Highway 1 ist) und die 26th Street. In Santa Monica endet – auf dem Santa Monica Pier – auch die historische Route 66.

## Geschichte
Die Stadt Santa Monica, zunächst als kleine spanische Siedlung gegründet, war von 1828 bis 1848 mexikanisch und wurde danach US-amerikanisch. Der Ort, der um das Jahr 1900 weniger als 3000 Einwohner hatte, wurde von den Geschäftsleuten John Percival Jones und Robert Baker im Jahr 1875 weiter ausgebaut. Die rechteckig angelegte Siedlung war damals durch die Ocean Avenue an der Küste, die Montana Avenue im Nordwesten, die Colorado Avenue im Südosten und landeinwärts durch die 26th Street begrenzt. In der ersten Strandreihe wurden Grundstücke für Sommerresidenzen zum Preis von 300 Dollar veräußert. Dahinter, in der Second Street, standen die ersten Steingebäude. Das älteste hiervon heute noch erhaltene Haus ist der Rapp Saloon, in dem der deutschstämmige William Rapp den „Los Angeles Beer Garden“ betrieb. Robert Baker ließ zwischen Los Angeles und Santa Monica in nur zehn Monaten eine 27 Kilometer lange Eisenbahnstrecke bauen, die dem Ort einen schnellen Aufschwung ermöglichte. 1887 wurde das Arcadia Hotel eröffnet, das zur damaligen Zeit das vornehmste Strandetablissement Südkaliforniens war. Santa Monica entwickelte sich in den kommenden Jahren zum Bade- und Vergnügungsort für den Großraum Los Angeles. Hauptattraktion wurde der Santa Monica Pier.

## Attraktionen

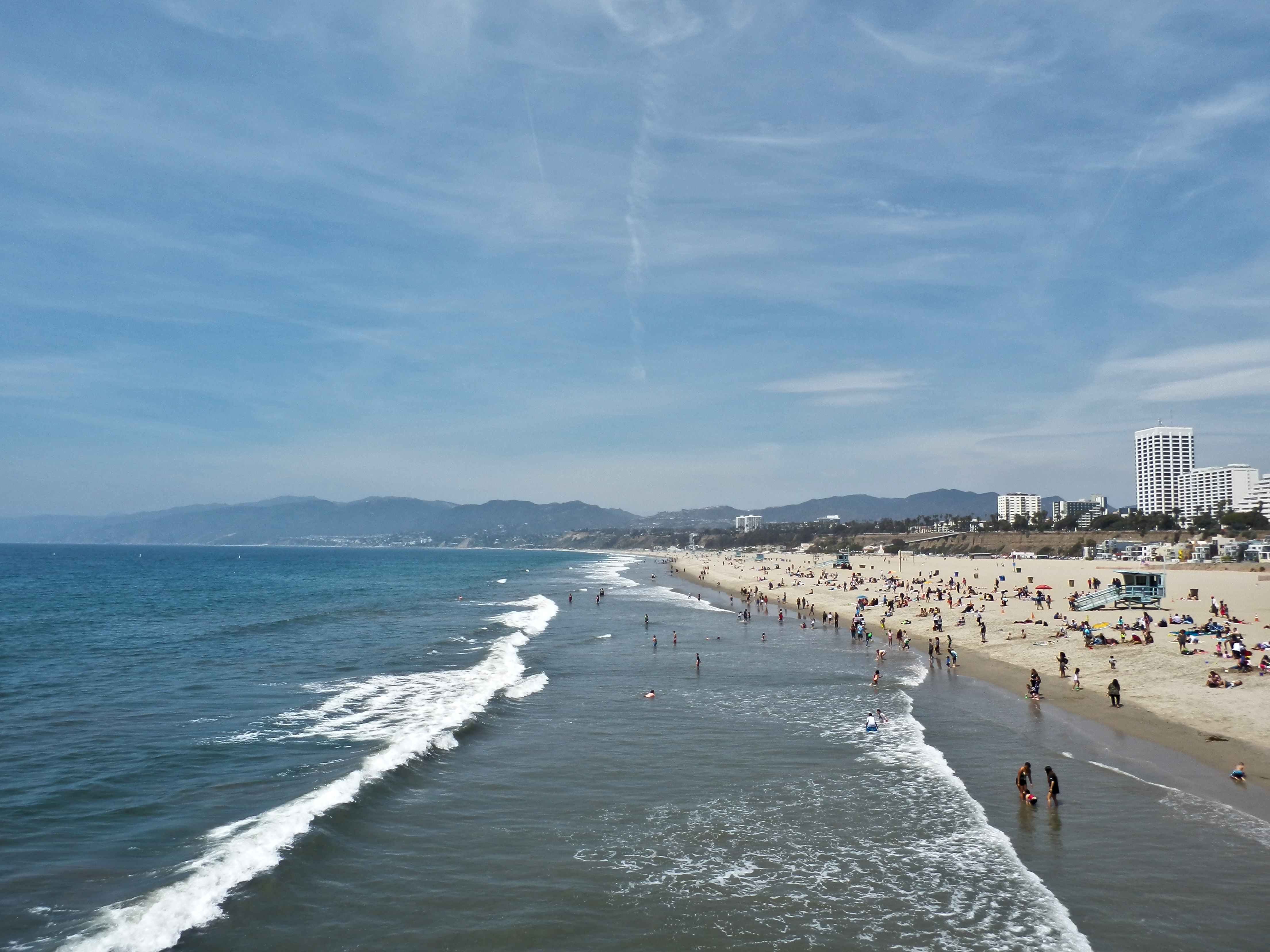
Santa Monica Beach

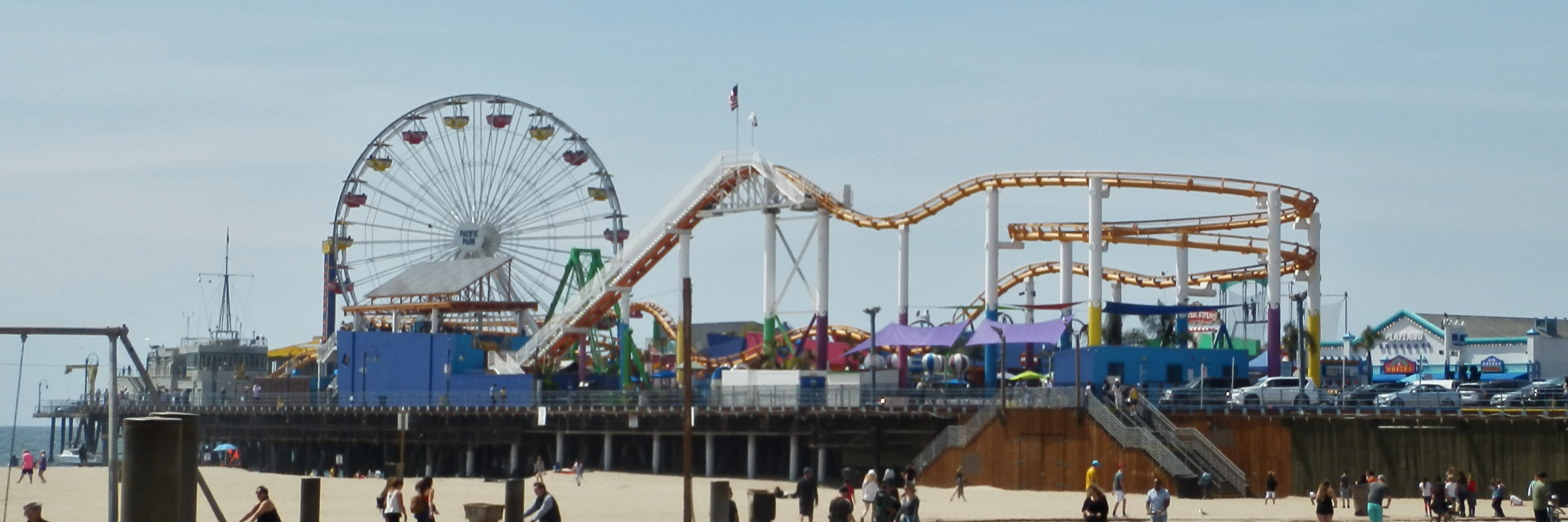
Santa Monica Pier mit Santa Monica West Coaster

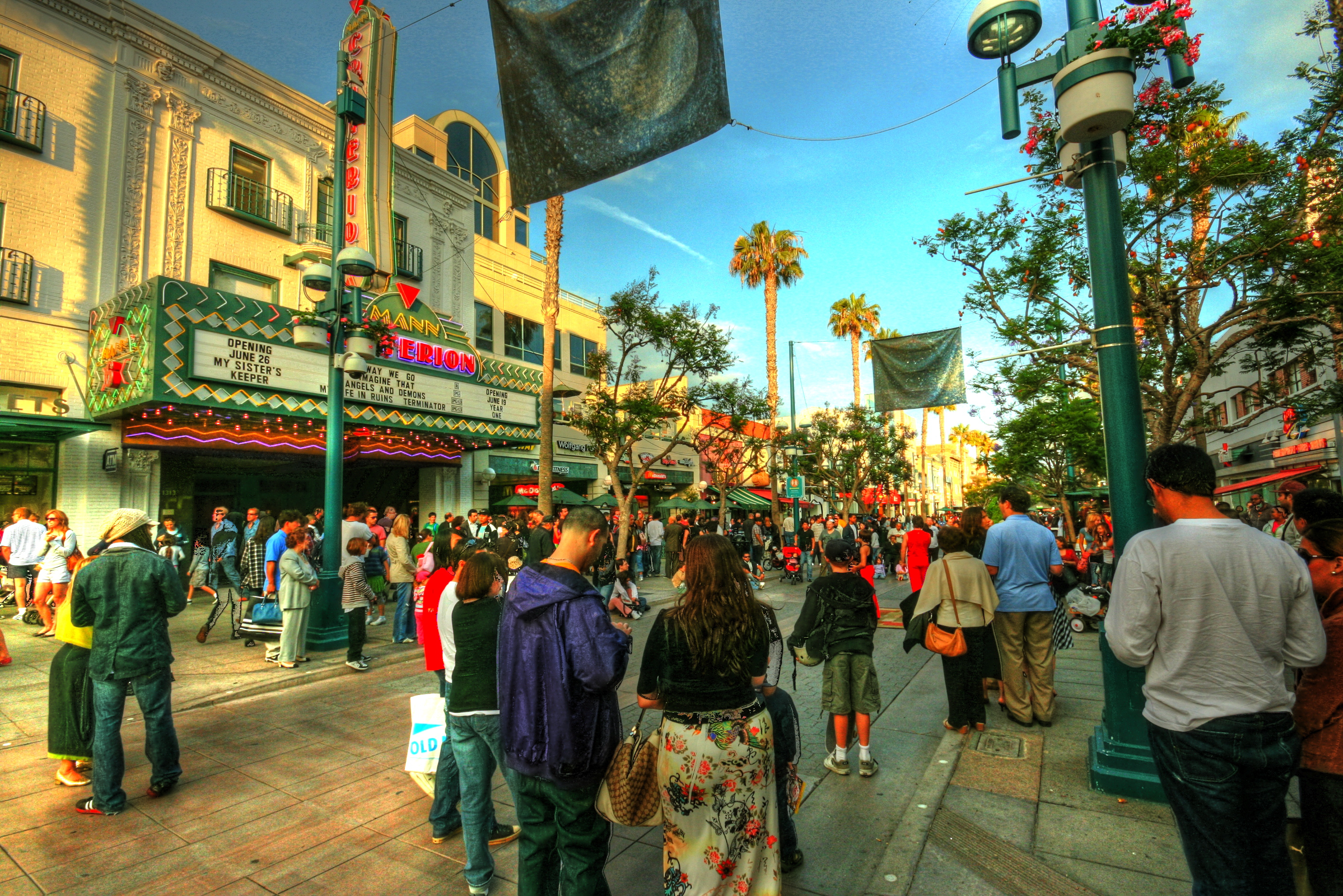
Santa Monica Third Street Promenade

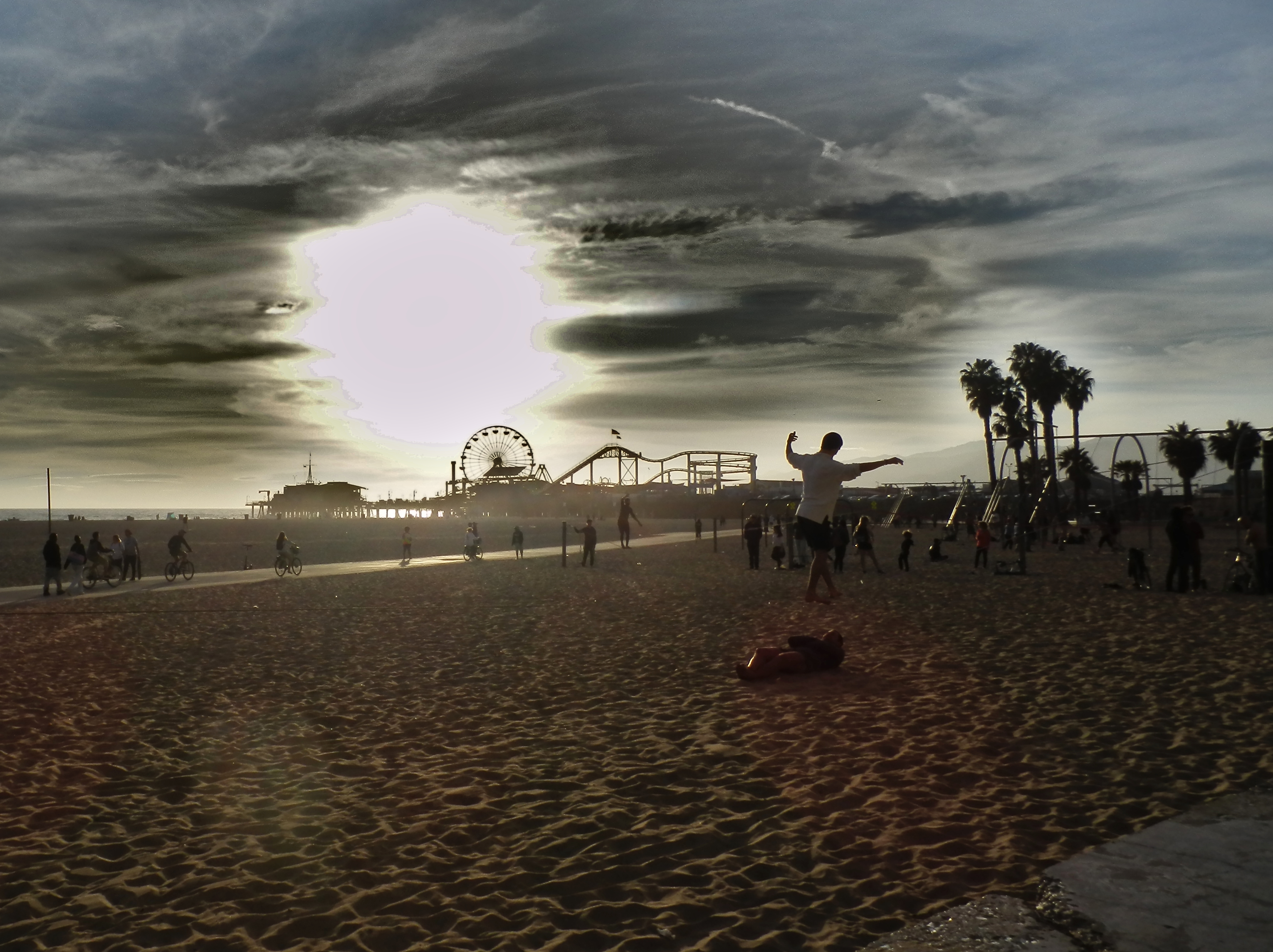
Original Muscle Beach

Der Santa Monica Pier, der im Jahr 1909 gebaut wurde, ist eine der bekanntesten Attraktionen der Stadt. Er beherbergt neben dem kleinen Vergnügungspark Pacific Park mit Achterbahn (Santa Monica West Coaster) und Riesenrad auch zahlreiche Restaurants und Geschäfte. Im Looff-Hippodrome-Gebäude, am Anfang des Piers, befindet sich seit 1947 ein altes Pferdekarussell. Den Eingang des Piers an der Ocean Avenue bildet ein weiß-blaues Tor, das nachts mit Neonlicht beleuchtet wird.
Die Third Street Promenade, mit rund 400 Metern Länge eine der wenigen Fußgängerzonen im Großraum Los Angeles, erstreckt sich über drei Blocks zwischen dem Einkaufszentrum Santa Monica Place und dem Wilshire Blvd. Durch ihre Nähe zum Santa Monica Pier ist sie ein beliebter Ort für Touristen und Einheimische. In den Abendstunden unterhalten viele Straßenkünstler die Besucher entlang des sich über drei Häuserblocks erstreckenden Einkaufsbereichs. Das Südende der Third Street-Promenade wird vom Einkaufszentrum Santa Monica Place abgeschlossen, das von Frank Gehry entworfen wurde.
In der Parallelstraße, der Second Street, befindet sich der „Rapp Saloon“. In dem einstöckigen Haus hatte der deutschstämmige William Rapp nach der Stadtgründung den „Los Angeles Beer Garden“ betrieben; später war hier zeitweilig das Rathaus untergebracht. Das kleine Gebäude ist das letzte noch existierende Haus aus dem Gründungsjahr 1875 und heute eines der Wahrzeichen von Santa Monica.

## Gesundheitswesen
Die gesundheitliche Versorgung wird durch zwei Krankenhäuser gewährleistet, die sich beide in einer mehrjährigen Umbauphase befinden. Das Saint John’s Health Center wurde als beste kommunale Klinik der amerikanischen Westküste ausgezeichnet. Das unweit gelegene UCLA Medical Center, ein ehemals städtisches Krankenhaus, ist inzwischen eine Außenstelle der Universitätsklinik der UCLA in Westwood, die ihrerseits zu den 10 besten US-amerikanischen Kliniken zählt.

## Kirchen
Die größte lokale Kirche ist die Römisch-katholische Kirche St. Monica Catholic Church an der Kreuzung von 725 California Avenue und 7th Street. Die Gottesdienste werden als Live-Stream im Internet übertragen. Es gibt allerdings auch noch viele andere Kirchen.

## Bevölkerung und Demografie
Eine bedeutende Minderheit der Bevölkerung ist lateinamerikanischer Abstammung. Die Bevölkerungsmehrheit besteht jedoch aus nicht-hispanischen Weißen, womit sich Santa Monica hierbei sowohl von der Stadt als auch vom Los Angeles County unterscheidet.
Die bei der Volkszählung im Jahr 2010 ermittelten 89.736 Einwohner von Santa Monica lebten in 46.917 Haushalten; darunter waren 17.929 Familien. Die Bevölkerungsdichte betrug 4117 pro km². Im Ort wurden 50.912 Wohneinheiten erfasst. Unter der Bevölkerung waren 77,6 % Weiße (darunter 70,1 % nicht-hispanische Weiße), 3,9 % Afroamerikaner, 0,4 % amerikanische Indianer, 9,0 % Asiaten und 4,6 % von anderen Rassen; 4,4 % gaben die Zugehörigkeit zu mehreren Ethnie an. Unabhängig von der Ethnie waren 13,1 % der Bevölkerung Hispanics oder Latinos.
Unter den 46.917 Haushalten hatten 16,7 % Kinder unter 18 Jahren; 27,9 % waren verheiratete zusammenlebende Paare. 48,4 % der Haushalte waren Singlehaushalte. Die durchschnittliche Haushaltsgröße war 1,87, die durchschnittliche Familiengröße 2,79 Personen.
Die Bevölkerung verteilte sich auf 14,0 % unter 18 Jahren, 7,2 % von 18 bis 24 Jahren, 36,3 % von 25 bis 44 Jahren, 27,6 % von 45 bis 64 Jahren und 15,0 % von 65 Jahren oder älter. Der Median des Alters betrug 40,4 Jahre.
Das durchschnittliche Haushaltseinkommen betrug im Jahr 2000 50.714 $, das durchschnittliche Familieneinkommen 75.989 $. Das Pro-Kopf-Einkommen in Santa Monica betrug 42.874 $. Unter der Armutsgrenze lebten 10,4 % der Bevölkerung. Gemäß einer Hochrechnung für 2014 sind die Werte für den Wert des Haushaltseinkommens auf 74.534 $ sowie des Familieneinkommens auf 113.956 $ angestiegen. 2010 betrug das durchschnittliche Familieneinkommen 72.271 $, 11,3 % lebten unter der Armutsgrenze.
Die folgende Tabelle listet die Bevölkerungszahlen von Santa Monica seit 1880 gemäß den Ergebnissen der Volkszählungen 1880 bis 2010 durch das United States Census Bureau:
| Jahr | Einwohner |
| ---- | --------- |
| 1880 | 417       |
| 1890 | 1.580     |
| 1900 | 3.057     |
| 1910 | 7.847     |
| 1920 | 15.252    |
| 1930 | 37.146    |
| 1940 | 53.500    |

| Jahr | Einwohner |
| ---- | --------- |
| 1950 | 71.595    |
| 1960 | 83.249    |
| 1970 | 88.289    |
| 1980 | 88.314    |
| 1990 | 86.905    |
| 2000 | 84.084    |
| 2010 | 89.736    |
| 2020 | 93.076    |

## Medien
Aus Santa Monica sendet KCRW-FM, auch Public Radio for Southern California genannt, auf der UKW-Frequenz 89,9 MHz. Der Sender wird vom Santa Monica College betrieben und zählt in Südkalifornien zu den stärksten Partnern des National Public Radio. Die Station erreicht wöchentlich eine Zuhörerschaft von 550.000.

## Trivia
Santa Monica ist eine von Los Angeles unabhängige Stadt und hat deshalb eine eigene Verwaltung und Polizei. In Santa Monica gibt es deshalb zahlreiche – im Gegensatz zu Los Angeles – unterschiedliche Regelungen. So ist Fußgängern unter Strafe untersagt, die Straßen abseits von Fußgängerüberwegen oder Ampeln zu überqueren.
Aufgrund der Nähe zur Filmindustrie werden des Öfteren Örtlichkeiten von Santa Monica in verschiedensten Filmen gezeigt. Der Eingang zur Santa Monica Pier war ein Wendepunkt von Forrest Gump bei seinem Lauf quer durch die Vereinigten Staaten. Auf der Pier befindet sich ein Restaurant der Bubba Gump Shrimp Company, die durch den Film inspiriert wurde. Das Pferdekarussell auf der Pier war Handlungsplatz einer Verfolgung und einer Schießerei im Film Das Netz. Ein BigBlueBus der Verkehrsbetriebe war Handlungsplatz von Speed. Eine Szene in Terminator 2 spielte im Einkaufszentrum Santa Monica Place. Die Fernsehserie Baywatch spielte teilweise am Strand und an der Pier von Santa Monica.
Im Wii-U-Spiel Lego City Undercover gibt es eine Anspielung von der Santa Monica Pier im Bezirk Paradise Sands.
Die britische Band The Sweet veröffentlichte 1971 das Lied Santa Monica Sunshine auf ihrem ersten Album Funny How Sweet Co-Co Can Be. Am 24. März 1976 gaben sie dort ein Konzert, wo auch Ritchie Blackmore (Deep Purple/Rainbow) bei einem Song ("All right now") mitspielte.

## Städtepartnerschaften

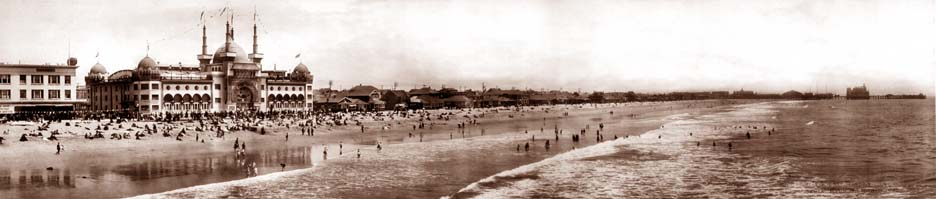
Santa Monica, 1908

Santa Monica unterhält Städtepartnerschaften mit der deutschen Stadt Hamm (Nordrhein-Westfalen) und dem Stadtbezirk Hechuan der Stadt Chongqing, Volksrepublik China.

## Persönlichkeiten

### Söhne und Töchter der Stadt
- Josef Elfenbein (1927–2019), Iranist und Hochschullehrer
- Shirley Temple (1928–2014), Schauspielerin
- Frank Gifford (1930–2015), American-Football-Spieler und Sportmoderator
- Robert Redford (* 1936), Schauspieler, Regisseur und Produzent
- Peter Davis (* 1937), Filmemacher, Sachbuchautor und Journalist
- Geraldine Chaplin (* 1944), Schauspielerin
- Bonnie Franklin (1944–2013), Filmschauspielerin und Musicaldarstellerin
- Richard Hatch (1945–2017), Schauspieler und Schriftsteller
- Kamau Daáood (* 1950), Dichter und Spoken-Word-Rezitator
- Pavla Ustinov (* 1954), Schauspielerin, Regisseurin, Drehbuchautorin und Produzentin
- Darby Hinton (* 1957), Schauspieler, Filmproduzent und Synchronsprecher
- Mark Mancina (* 1957), Komponist
- Lorenzo Lamas (* 1958), Schauspieler
- Matt Palmieri (* 1960), Filmproduzent, Filmregisseur und Drehbuchautor
- Joseph Williams (* 1960), Rocksänger
- Scott Davis (* 1962), Tennisspieler
- Jack Black (* 1969), Schauspieler, Komiker und Sänger der Band Tenacious D.
- Sara Gilbert (* 1975), Schauspielerin
- Tobey Maguire (* 1975), Schauspieler
- Becky Neiman-Cobb (* 1975), Filmproduzentin
- Christina Ricci (* 1980), Schauspielerin
- Zack Fleishman (* 1981), Tennisspieler und Unternehmer
- Megan Marie Hart (* 1983), Opernsängerin
- Tyler Posey (* 1991), Schauspieler
- Jadon Cal (* 1996), Schauspieler, Drehbuchautor, Filmregisseur und Filmproduzent
- Virginia Bryant, Schauspielerin

### Persönlichkeiten mit Beziehung zur Stadt
- Rudolf Carnap (1891–1970), Philosoph und Wissenschaftstheoretiker
- Elzie Segar (1894–1938), Comiczeichner und der Erfinder der Figur des Popeye
- Richard Maibaum (1909–1991), Drehbuchautor
- Sidney Luft (1915–2005), Filmproduzent
- Peter Hobbs (1918–2011), Schauspieler
- Walter Arlen (1920–2023), Komponist und Musikkritiker
- Frank Gehry (* 1929), kanadisch-US-amerikanischer Architekt und Designer
- John Baldessari (1931–2020), Künstler
- Don Bachardy (* 1934), Künstler und Kunstsammler
- Troy Donahue (1936–2001), Schauspieler
- Carole Caldwell Graebner (1943–2008), Tennisspielerin
- Dan Harrington (* 1945), Pokerspieler
- Paul Haggis (* 1953), kanadischer Drehbuchautor, Produzent und Regisseur
- Edwin Kantar (1932–2022), Bridgespieler
- Chris Penn (1965–2006), Schauspieler und Bruder des Schauspielers Sean Penn
- Charlie Sheen (* 1965), Schauspieler
- Christy Hemme (* 1980), Schauspielerin, Model, Sängerin und Wrestlerin
- Jenna Marbles (* 1986), Produzentin von YouTube-Videos